# 김강
김강(金剛, 1988년 10월 16일 ~ )은 전 KBO 리그 두산 베어스의 내야수이자, 현재 KBO 리그 kt 위즈의 타격보조코치이다.

## 선수 시절

### 아마추어 시절
광주제일고등학교 시절 장타자로 활약하며 김광현, 임익준 등과 함께 청소년 국가대표팀에 발탁돼 청소년 야구선수권 대회에 주장으로 참가했다. 청소년야구선수권 대회 참가 전 2007년에 한화 이글스의 2차 3라운드 지명을 받아 계약금 8,000만원의 조건으로 입단했다.

### 한화 이글스시절
현역 프로 선수 시절에는 매우 초라했다. 입단 후 주전 1루수 김태균, 김태완 등의 그늘에 가려 시즌 막바지가 돼서야 1군에 올라와 1경기에 출장했다. 2008년에는 아예 1군에 올라오지 못했고, 2010년에는 FA를 선언하며 지바 롯데 마린스로 이적한 김태균의 등번호인 52번을 물려받았다. 그 후에도 김태완과 이적생 장성호의 그늘에 가려 1군 14경기 출전에 그쳤다. 2011년 시즌 초에는 장성호의 부상 공백을 메웠지만 기대에 부응하지 못해 결국 5월 초에 2군으로 내려갔고, 1군 8경기 출장에 그치며 이후에는 1군에 올라오지 못했다.

### 상무 야구단시절
2011년 시즌 후 지원했고, 11월 28일에 입대했다. 보호 선수 명단에서 제외되며 2차 드래프트를 통해 이적하게 됐다. 2013년 9월 25일에 제대했다.

### 두산 베어스시절
2011년 11월 22일 국내에서 첫 실시된 2차 드래프트를 통해 이적했다. 2011년에 열렸던 2차 드래프트 때 한화 이글스의 보호 선수 명단에서 제외돼 2차 드래프트에 올라온 선수들 중 그만 지명을 받아 옮겼을 정도로 한화 이글스는 열악한 2군 실태를 보여줬다.
제대 후 동아시아대회 야구 대표팀과의 연습 경기에서 백넘버가 없는 유니폼을 입고 첫 선을 보였다.
그러나 1군에 오르지 못했고, 2016년 시즌 후 방출됐다.

## 야구선수 은퇴 후
2017년부터 두산 베어스의 2군 타격코치로 활동했고, 이강철이 kt 위즈의 감독으로 선임되자 kt 위즈로 이동했다.

## 출신 학교
- 광주화정초등학교
- 무등중학교
- 광주제일고등학교

## 통산 기록
| 연도 | 소속  | 타율  | 경기 | 타수 | 득점 | 안타 | 2루타 | 3루타 | 홈런 | 루타수 | 타점 | 도루 | 도실 | 볼넷 | 사구 | 삼진 | 병살 | 실책 |
| ---- | ----- | ----- | ---- | ---- | ---- | ---- | ----- | ----- | ---- | ------ | ---- | ---- | ---- | ---- | ---- | ---- | ---- | ---- |
| 2007 | 한화  | 0.000 | 1    | 2    | 0    | 0    | 0     | 0     | 0    | 0      | 0    | 0    | 0    | 0    | 0    | 2    | 0    | 0    |
| 2009 | 한화  | 0.500 | 7    | 6    | 0    | 3    | 0     | 0     | 0    | 3      | 0    | 0    | 0    | 0    | 0    | 1    | 0    | 0    |
| 2010 | 한화  | 0.417 | 14   | 24   | 2    | 10   | 2     | 0     | 0    | 12     | 4    | 0    | 0    | 2    | 0    | 4    | 1    | 0    |
| 2011 | 한화  | 0.105 | 8    | 19   | 0    | 2    | 1     | 0     | 0    | 3      | 1    | 0    | 0    | 3    | 1    | 6    | 0    | 1    |
| 통산 | 4시즌 | 0.294 | 30   | 51   | 2    | 15   | 3     | 0     | 0    | 18     | 5    | 0    | 0    | 5    | 1    | 13   | 1    | 1    |